# سانسور در آسیای جنوبی
سانسور در آسیای جنوبی (انگلیسی: Censorship in South Asia) می‌تواند بر کتاب، فیلم، اینترنت و سایر رسانه‌های اجتماعی اعمال شود. سانسور همچنین روی مذهب، زمینه‌های سیاسی و اخلاقی واقع می‌شود؛ که وقتی به نوبه خود به بحث آزادی بیان یا حق انتقاد آزادانه از حکومت مطرح می‌شود به‌ویژه به نقض اصول دموکراسی می‌انجامد.

## سانسور بر پایه کشور

### بنگلادش
در ژوئن ۲۰۰۶، دولت بنگلادش با صدور دستورالعملی مانع از فعالیت سیگما هدی (Sigma Huda)، گزارشگر ویژه سازمان ملل متحد در مورد قاچاق انسان شد. هدی که یک وکیل بنگلادشی و همسر باریستر نازول هدی وزیر ارتباطات سابق این کشور است، هنگامیکه در ۱۱ ژوئن ۲۰۰۷ قصد خروج از کشور برای ارائه یک گزارش کلیدی در مورد قاچاق انسان به شورای حقوق‌بشر سازمان ملل متحد در ژنو را داشت، از خروج او جلوگیری شد و هدی را به زندان انداختند.
لوییز آربور کمیساریای عالی حقوق بشر سازمان ملل متحد در ۲۰۰۷، طی بیانیه شدیداللحنی از بنگلادش خواست تا اتهامات فساد علیه سیگما هدی محقق حقوق بشر ملل متحد را لغو کرده، و مانع از فعالیت او که رسیدگی به جرایم مربوط به قاچاق زنان در بنگلادش است نشود. آربور در این بیانیه تأکید کرد که این اقدام مورد «خشم و نقض حق آزادی فعالیت وی و آزادی بیان او» می‌باشد.
وب سایت‌های برگزیده که برای دوره‌های کوتاه بلوک شده‌اند و گزارش شده عبارت است، از جمله:
- پلت فرم وبلاگ نویسی بانگلا ساچالایاتان در ژوئیه۲۰۰۸
- یوتیوب در مارس ۲۰۰۹[۳]
- فیس بوک در ماه مه ۲۰۱۰[۴][۵]
- یوتیوب دربارهٔ در سپتامبر ۲۰۱۲ برای امتناع از حذف تریلر فیلم بی‌گناهی مسلمانان بحث‌برانگیز مسدود شد.[۶]

البته بعداً این بلوک‌ها برداشته‌شدند.
چندین کتاب از نویسنده بنگلادشی تسلیمه نسرین در بنگلادش و بنگال غربی ممنوع شده‌است.

### هندوستان
در هند چندین کتاب انتقادی از مذهب ممنوع شده یا در بخش‌هایی از هند به عنوان یک اقدام احتیاطی به منظور جلوگیری از شورش یا سایر انواع خشونت آنها را ممنوع کرده‌اند. هند دومین کشور جهان بود که کتاب آیات شیطانی توسط سلمان رشدی را ممنوع کرد. کتاب «درک اسلام از طریق حدیث که توسط رام سوارور» نگارش شده، نیز ممنوع شد.
هند در فهرست کشورهایی است که فیلترهای انتخابی اینترنت در زمینه‌های جنگ / امنیت و ابزارهای اینترنت به کار می‌بندد و در ماه مه سال ۲۰۰۷ ابتکار شبکه باز (ONI) را در زمینه‌های سیاسی و اجتماعی بنیاد نهاد.

### پاکستان
ابتکار شبکه باز فهرستی از فیلترهای اینترنت در پاکستان را در اماکن مهم و مناطق اجتماعی که احتمال بروز درگیری / امنیتی وجود دارد به کار می‌گیرد، این ابزار گزینشی در دسامبر ۲۰۱۰ انتخابی بود برای اعمال در مناطق مشکوک سیاسی.
در اواخر سال ۲۰۱۰، پاکستانی‌ها دسترسی مستقیم به محتوای جنسی، سیاسی، اجتماعی و مذهبی در اینترنت داشتند.
اگرچه دولت پاکستان با یک سیستم سانسور پیچیده کار نمی‌کند، اما محدودیتی را به کل سایت‌های اجتماعی در تمامی حوزه‌ها اعمال می‌کرد. از جمله بلاگ پست دات کام و یوتیوب دات کام، علاوه بر این به مسدود کردن وب سایت‌هایی که حاوی نکات کذب هستند جلوگیری می‌کند. مانند دعاوی ضداسلامی یا تهدید امنیت داخلی. پاکستان همچنین دسترسی به وب‌سایت‌های انتقادی به دولت را مسدود کرده‌است.

### سری‌لانکا
سری‌لانکا در سال ۲۰۱۱ در فهرست کشورهایی قرار گرفت که تحت نظارت «گزارشگران بدون مرز» قرار دارد.
چندین سایت سیاسی و خبری، از جمله تامیل‌نت . لانکا نیوز وب، در داخل کشور سری‌لانکا ممنوع شده‌اند. تامیل نت اخبار مربوط به جنگ داخلی سری‌لانکا را با هدف تمرکز روی شمال و شرق کشور، کنترل می‌کند.
دادگاه سری‌لانکا صدها سایت بزرگسال را برای محافظت از زنان و کودکان مسدود کرده‌است. این دیگر از سال ۲۰۱۷ صادق نیست.
در فوریه ۲۰۱۸ فیس بوک به خاطر جلوگیری از سخنان نفرت‌انگیز مسدود شد.
در ماه اکتبر و نوامبر ۲۰۱۱ کمیته تنظیم مقررات مخابراتی سری‌لانکا پنج وب سایت را مسدود کرد که عبارت است از:
- www.lankaenews.com
- srilankaguardian.com
- www.lankawaynews.com
- paparacigossip9.com
- srilankamirror.com

زیرا دولت ادعا کرد بر اساس گزارش‌های منتشر شده به «ترور شخصیت و نقض حریم شخصی فرد» و آسیب رساندن به شخصیت رئیس‌جمهور ماهیندا راجاپاکسا، وزیران و مقامات ارشد دولتی می‌پردازد. این پنج سایت به انتقاد از دولت پرداخته‌اند و سیاستمداران را به فساد و آزار و اذیت را متهم کرده‌اند.